# Диванадат натрия
Диванадат натрия — неорганическое соединение,
соль натрия и пированадиевой кислоты
с формулой Na4V2O7,
бесцветные кристаллы,
растворяется в воде,
образует кристаллогидраты.

## Получение
- Реакция пированадиевой кислоты с щелочами:

{\displaystyle {\mathsf {H_{4}V_{2}O_{7}+4NaOH\ {\xrightarrow {}}\ Na_{4}V_{2}O_{7}+4H_{2}O}}}
- Растворение метаванадата натрия в растворе едкого натра:

{\displaystyle {\mathsf {2NaVO_{3}+2NaOH\ {\xrightarrow {}}\ Na_{4}V_{2}O_{7}+H_{2}O}}}

## Физические свойства
Диванадат натрия образует бесцветные кристаллы.
Растворяется в воде,
не растворяется в этаноле.
Образует кристаллогидраты состава Na4V2O7•n H2O, где n = 15 и 18.
Кристаллогидрат состава Na4V2O7•18H2O — бесцветные кристаллы
гексагональной сингонии,
пространственная группа P 63/m,
параметры ячейки a = 0,92478 нм, c = 1,6591 нм, Z = 2 .

## Химические свойства
- С щелочами образует ортованадат натрия:

{\displaystyle {\mathsf {Na_{4}V_{2}O_{7}+2NaOH\ {\xrightarrow {}}\ 2Na_{3}VO_{4}+H_{2}O}}}